# Marco Antônio Raupp
Marco Antônio Raupp (Cachoeira do Sul, 9 de julio de 1938 - São José dos Campos, 24 de julio de 2021) fue un científico y matemático brasileño. Se desempeñó como director general del Instituto Nacional de Investigaciones Espaciales (INPE), presidente de la Sociedad Brasileña para el Progreso de la Ciencia (SBPC) y ministro del Ministerio de Ciencia, Tecnología e Innovación.

## Biografía
Graduado en física por la Universidad Federal de Río Grande del Sur, es doctor en matemática por la Universidad de Chicago y libre-docente por la Universidad de São Paulo (USP). Fue profesor adjunto de la Universidad de Brasilia (UnB), analista de sistemas del Centro Brasileño de Investigaciones Físicas, investigador titular y director del Laboratorio Nacional de Computación Científica (LNCC), Instituto Nacional de Investigaciones Espaciales (INPE) y profesor asociado en el Instituto de Matemática y Estadística de la Universidad de São Paulo (IME/USP).
Fue vicedirector del LNCC, director general del INPE, director general del IPRJ/UERJ y director del LNCC. En reconocimiento a los servicios prestados, fue agraciado con el título de Comendador por la Orden de Río Branco (Ministerio de las Relaciones Exteriores) y por la Orden Nacional del Mérito Científico (Ministerio de la Ciencia, Tecnología e Innovación). En diferentes momentos fue presidente de la Sociedade Brasileira de Matemática Aplicada e Computacional (SBMAC) y también tesorero, vicepresidente y consejero de la SBPC. Es miembro titular de la Academia Internacional de Astronáutica (IAA), miembro titular del Consejo Superior de la FAPERJ y miembro suplente del Consejo Nacional de la Ciencia y Tecnología (CCT). Fue director del Parque Tecnológico de Son José de los Campos. También fue presidente de la Agencia Espacial Brasileña (AEB).
En 24 de enero de 2012 dejó la SBPC para tomar posesión como ministro de la Ciencia, Tecnología e Innovación del gobierno de Dilma Rousseff, en sustitución a Aloizio Mercadante. Dejó la carpeta en 17 de marzo de 2014 en una reforma ministerial promovida pela presidente.
En 10 de julio de 2016, Raupp sufrió un grave accidente automovilístico, y tuvo que pasar por una cirugía de emergencia siendo llevado al coma inducido.
En 24 de julio de 2021, el exministro falleció por insuficiencia respiratoria aguda, decurrente de un tumor cerebral.